# Мірословень
Мірословень, Мірословені (рум. Mirosloveni) — село у повіті Горж в Румунії. Входить до складу комуни Албень.
Село розташоване на відстані 208 км на захід від Бухареста, 25 км на схід від Тиргу-Жіу, 80 км на північ від Крайови.

## Населення
За даними перепису населення 2002 року у селі проживали 307 осіб, усі — румуни. Рідною мовою 306 осіб (99,7%) назвали румунську.